# 同じ空の下で (TUBEの曲)
「同じ空の下で」（おなじそらのしたで）は、TUBEの楽曲。2025年2月26日に3作目の配信限定シングルとして、Sony Music Associated Recordsよりリリースされた。

## 概要
- TUBEとしては「PERFECT SMILE」以来3作目となる配信限定シングル。
- 富山テレビが旅立ちの日を迎える卒業生に「素敵な思い出を提供したい」との想いではじまった「うた」でエールを送る企画「卒うたプロジェクト」にTUBEがスペシャルサポーターとして楽曲を提供した[1]。
- 本曲はNACK 5のラジオ番組『前田亘輝YOU達HAPPY』の2025年1月20日放送分にて初めてオンエアされた[2]。
- 本曲のMVは、各校で集められた写真を使用した54校それぞれのムービーとして制作され、富山テレビ、長野放送のYouTubeチャンネルで公開された。TUBEバージョンは「人生の節目」をテーマに同年2月26日から3月3日までの期間でMVで使用される写真の募集を行い、その企画に応募された中から選定した写真を使用して制作[3]、完成したMVが3月17日にYouTubeにて公開された[4][5]。
- この楽曲の初CD化は元々、同年6月11日発売のベストアルバム『All Singles TUBEst -White-』にてフルサイズでの収録予定だったが、制作上の都合により、ディスク3のノンストップMIX内の1曲(ショートバージョン)として収録されるのみにとどまった[6]。

## 収録曲
| #  | タイトル         | 作詞                     | 作曲     | 編曲 |
| -- | ---------------- | ------------------------ | -------- | ---- |
| 1. | 「同じ空の下で」 | 松本玲二、ヤマモトショウ | 春畑道哉 | TUBE |

## 収録アルバム
- All Singles TUBEst -White- (ノンストップMIXのショートバージョン)